# John Hart (auteur)
John Hart is een Amerikaanse auteur van thrillers. Voor hij voltijds auteur werd was hij advocaat en effectenmakelaar. Zijn boeken spelen zich af in North Carolina, waar hij geboren is in 1965 en ooit gewoond heeft. Hij studeerde in 1988 af aan Davidson College en woont momenteel in Charlottesville. Zijn werk wordt vergeleken met dat van Scott Turow en John Grisham.

## Prijzen
Hart heeft twee Edgar Allan Poe Awards gewonnen voor beste roman, één in 2008 voor Down River en de tweede in 2010 voor The Last Child. Hij is de enige auteur in de geschiedenis die de Edgar Award voor beste roman heeft gewonnen voor opeenvolgende romans. Hij won ook de Barry Award in 2010 voor The Last Child, de SIBA Book Award in 2012 voor Iron House en de CWA Ian Fleming Steel Dagger in 2009 eveneens voor The Last Child.